# David Alliot
 (mars 2022).
Si vous disposez d'ouvrages ou d'articles de référence ou si vous connaissez des sites web de qualité traitant du thème abordé ici, merci de compléter l'article en donnant les références utiles à sa vérifiabilité et en les liant à la section « Notes et références ».
Pour les articles homonymes, voir Alliot.
David Alliot est un écrivain français né le 8 janvier 1973. 

## Biographie
Spécialiste de l'écrivain Louis-Ferdinand Céline et du poète martiniquais Aimé Césaire, passionné par les formes de langage et par les livres, il est formateur à l'Institut National de Formation de la Librairie (INFL), et travaille comme éditeur indépendant auprès de différentes maisons d'édition, chronique des livres dans le Magazine des Livres depuis 2008, et fait quelques apparitions dans Fluide glacial de temps en temps, dans les romans-photos de Bruno Léandri.
Depuis 2012, il est directeur de la collection « L'œil du prote » aux éditions bibliophiliques  Le Regard du texte. Cette collection publie de courts textes inédits, imprimés par des presses typographiques sur des grands papiers. 6 titres par an, tirés chacun à 50 exemplaires.

## Publications

### Ouvrages consacrés à Louis-Ferdinand Céline
- Louis-Ferdinand Céline en Verve, Horay, 2004. (Réédition actualisée et augmentée prévue pour mars 2011)
- Céline, La légende du siècle, Infolio, 2006.
- Céline à Meudon, Images intimes, 1951-1961, Ramsay, 2006.
- L'Affaire Louis-Ferdinand Céline, les archives de l'Ambassade de France à Copenhague 1945-1951, Horay, 2007.
- Céline à Bezons, 1940-1944, Éditions du Rocher, 2008. Coécrit avec Daniel Renard.
- Céline au Danemark, Images intimes, 1945-1951, Éditions du Rocher, 2008. Coécrit avec François Marchetti.
- D'un Céline l'autre, Éditions Robert Laffont, collection « Bouquins », 2011.
- Céline, idées reçues sur un auteur sulfureux, Éditions Le Cavalier Bleu, 2011.
- Madame Céline, route des Gardes (dir), Éditions Pierre-Guillaume de Roux, 2012.
- Le Paris de Céline, Éditions Alexandrines, collection « Le Paris des écrivains », 2017.
- Madame Céline, Éditions Tallandier, 2018.
- avec Éric Mazet, Avez-vous lu Céline ?, éd. Pierre-Guillaume de Roux, 2018.

### Ouvrages consacrés à Aimé Césaire
- Aimé Césaire, le nègre universel Infolio, 2008.
- Le tapuscrit du Cahier d'un retour au pays natal d'Aimé Césaire, Assemblée nationale, 2008.
- Sept poèmes reniés, suivi de La voix de la Martinique, d'Aimé Césaire, David Alliot éditeur, tirage bibliophilique, 2010.
- « Le communisme est à l'ordre du jour », Aimé Césaire et le PCF, de l'engagement à la rupture (1935-1956), Éditions Pierre-Guillaume de Roux, 2013.

### Autres ouvrages
- Chier dans le cassetin aux apostrophes et autres merveilles du langage des enfants de Gutenberg, Horay, 2004.
- Le guide des librairies spécialisées de Paris et de banlieue, Horay 2005.
- Lénine en Verve, Horay, 2005.
- Révolutionnaires en verve, Horay, 2005.
- Larlépem-vous Louchébem ? l'argot des bouchers, Horay, 2009.
- Voltaire en verve, Horay, 2012.
- Perles de librairies, Horay, 2012.
- La Tortue d'Eschyle et autres morts stupides de l'histoire, Les Arènes, 2012 (en collaboration).
- Rouge est la sciure, Centre vendômois pour les arts plastiques, 2012.
- Habemus Papam, histoire insolite et anecdotique de la papauté, Horay, 2013.
- Delirium, mémoires de Philippe Druillet, Les Arènes, 2014.
- Quand la science explore l'histoire, avec Philippe Charlier, Tallandier, 2014 [présentation en ligne]  (ISBN 9791021006782)
- Arletty : « Si mon cœur est français », Tallandier, 2016 [présentation en ligne]  (ISBN 9791021019652)
- avec Philippe Charlier, Autopsie des morts célèbres, Tallandier, 2019.
- La Carlingue. La Gestapo française du 93, rue Lauriston, Tallandier, 2024.

### Articles et contributions diverses
- Gaspard Théodore Mollien (éd. par Francis Arzalier, avec la collab. de David Alliot et Roger Little), Haïti ou Saint-Domingue, Paris, Éd. L’Harmattan, coll. « Autrement mêmes », 2006, 236 p., 2 vol. in-8° (ISBN 2-296-01076-8 et 2-296-01077-6).
- Gaspard Théodore Mollien (éd. par Francis Arzalier, avec la collab. de David Alliot et Roger Little), Mœurs d’Haïti : précédé du Naufrage de La Méduse, Paris, Éd. L’Harmattan, coll. « Autrement mêmes », 2006, XLV-162 p., in-8° (ISBN 2-296-01584-0).
- D'une banlieue l'autre, in, Céline, les derniers secrets, Lire hors-série, 2008.
- Entretien avec Jacques Tardi, in, Le Bulletin célinien no 316, février 2010.
- Céline à Meudon, documentaire télévisé de Nicolas Crapanne, Société Européenne de Production, 2009.
- Entretien avec Maxime Chattam, in, Le Magazine des Livres mai-juin 2010.
- Larlonpème Louchébem, in Sigila no 26, automne 2010.
- Sadoul, le capitaine rouge, in, Dans les archives inédites des Services Secrets, L'Iconoclaste, octobre 2010.